# Terrorsagen fra Vollsmose
 Der er for få eller ingen kildehenvisninger i denne artikel, hvilket er et problem. Du kan hjælpe ved at angive troværdige kilder til de påstande, som fremføres i artiklen.

Terrorsagen fra Vollsmose var en dansk kriminalsag hvor tre personer i Odense-bydelen Vollsmose blev dømt for planlægning af terrorhandlinger mod bl.a. Folketinget, Jyllands-Posten, Rådhuspladsen i København og Københavns Hovedbanegård.

## Sagens hovedpersoner
De tre dømte var
- 32-årige Abdallah Andersen, dansk konvertit fra Bøgeparken.
- 21-årige Ahmed Khaldahi, der er irakisk kurder og i lære som slagter. Bosat i Bøgeparken.
- 33-årige Mohammed Zaher, palæstinenser og invalidepensionist, også fra Bøgeparken.

Tiltalt, men løsladt:
- 18-årige studerende, RD, palæstinenser og elev på Odense Tekniske Skole, bor i Egeparken.

Løsladte:
- 27-årige SH, palæstinenser, invalidepensionist. Fra Bøgeparken.
- 33-årige JR, iraker og halalslagter. Som den eneste sigtede bosat uden for Vollsmose; på Nyborgvej.
- 18-årige AF, palæstinenser og svejserlærling fra Granparken.
- 18-årige Mahir, palæstinenser, fra Bøgeparken.
- JP, irakisk kurder, Fyrreparken. Alder ukendt.

## 2006
Sagen begynder 5. september 2006 kl. 2 om natten, hvor i alt 200 betjente fra Odense Politi, Aktionsstyrken, PET og ammunitionsryddere fra Forsvaret rykker ind i flere boligblokke i Odense-bydelen Vollsmose. Under aktionen anholdes omkring 60 personer.[kilde mangler]
Størstedelen løslades hurtigt, mens syv mænd forbliver arresteret.[kilde mangler]
I mindst en lejlighed i kvarteret rykker sprængningsmandskabet fra Forsvaret ind for at fjerne materiale, som kunne bruges til fremstilling af bomber. Telefoner og computere bliver konfiskeret. Samme dag kl. 16 fremstilles syv af de anholdte i grundlovsforhør ved retten i Odense. To af de anholdte løslades inden grundlovsforhøret. Forhøret varer 11 timer. To af de anholdte, AK og MZ, isolationsfængsel i fire uger, mens de fem andre foreløbig får deres anholdelse opretholdt i tre døgn, mens sagen stadig efterforskes. 
7. september stadfæster Østre Landsret afgørelsen fra byretten dagen forinden. Ved et nyt grundlovsforhør 8. september bliver de fem terrormistænkte varetægtsfængslet i yderligere 4 uger. 
I et kolonihavehus tæt ved Vollsmose finder politiet 9. september et parti kunstgødning, som beslaglægges, og i en lejlighed finder man metalsplinter, som også konfiskeres. Politiet har mistanke om at remedierne skulle have været brugt til at lave en bombe.
Dagbladet B.T. afslører 11. september, at der er fundet en flaske med væske og krystaller indeholdt det hjemmelavede sprængstof, TATP, der ofte anvendes af selvmordsbombere i Mellemøsten. Oplysningerne stammer fra et hemmeligt dokument fra Beredskabsstyrelsen, som B.T. er kommet i besiddelse af. Dokumentet er blevet fundet af en tilfældig på gaden i København. Beredskabsstyrelsen beklager efterfølgende sikkerhedsbristet.
12. september kommer det frem, at den såkaldte signalrapport, der er politiets detaljerede plan for anholdelsesaktionen, blev fundet på Buddinge Station allerede 7. september, hvilket betyder at en medarbejder hos PET fratræder øjeblikkeligt.
19. september får de syv sigtede deres varetægtsfængsling forlænget.
På et offentligt debatmøde 21. september hvor bl.a. Odenses borgmester Jan Boye og politifuldmægtig Kirsten Flummer, Odense Politi, deltog, fortæller den sigtede SH's brødre, at SH på en gårdtur har fundet en mobiltelefon, og at han har anvendt den til at ringe til familien. Politiet finder først telefonen hos SH 25. september.
3. oktober får de syv får deres isolationsvaretægtsfængsling forlænget.
27. oktober løslades JR og AF som følge af det, politiet kalder "efterforskningsmæssige fremskridt". 31. oktober forlænges fængslingen af de resterende fem fængslede. Politiet formoder, at der er flere gerningsmænd, som endnu ikke er fundet. De resterende fem får deres fængsling forlænget i fire uger – igen i isolation.
Fængslingen af de fem forlænges 27. november for yderligere tre uger. Det var oprindeligt ikke meningen, at de skulle fortsætte i isolation, men politiassessor Jakob Beyer kærede afgørelsen til Østre Landsret og fik opsættende virkning, hvilket betyder at de fængslede fortsat sidder i isolation til landsretten har afgjort sagen.

## 2007
13. februar 2007 forlænges fængslingen af de fem endnu engang.
Statsadvokaten løslader RH 12. marts, da der ikke længere eksisterer tilstrækkeligt med beviser mod ham til at opretholde fængslingen. RD løslades med samme begrundelse 13. marts.[kilde mangler]
28. marts beslutter justitsminister Lene Espersen at rejse tiltale mod fire mænd, der tiltales for at have været i besiddelse af kemikalier og laboratorieudstyr og for at have brugt det til at fremstille TATP med henblik på at lave bomber. Forsvarer Hugo Steinmetz meddeler, at han forventer frifindelse.
Resultatet af sagens første åbne retsmøde 10. april bliver, at tre ud af fire fortsætter i varetægsfængsel, således at de ikke kan påvirke sagens efterforskning. Ifølge anklagemyndigheden havde de sigtede udpeget mål for de planlagte bomber. Et af politiets kronvidner, som ifølge politiet holdt kontakt med PET undervejs, omtales af forsvarerne som civil agent (politiagent). Forsvarerne mener, at han har en stor del af ansvaret for, at sagen er kommet så vidt.  
Det fremgår af anklageskriftet, der offentliggøres 23. april, at de fire tiltales for at planlægge terrorangreb et ikke nærmere bestemt sted i Danmark eller i udlandet og for i fællesskab at have anskaffet gødning, kemikalier og laboratorieudstyr, som er blevet brugt til at fremstille sprængstoffet TATP. De fire tiltales til straf for forsøg på terrorisme efter Straffelovens § 114, stk. 1, nr 1 og 7.
4. juli får de tre tiltalte forlænget varetægtsfængslingen til 1. august.
Navneforbuddet i sagen opgives 26. august.
Sagen kommer for et nævningeting i Østre Landsret 5. september, hvor anklagemyndigheden vil forsøge at få de tiltalte dømt for forsøg på terror, mens de tiltaltes forsvarer Bjørn Elmquist mener, at politiets agent har fremprovokeret terrorplanerne.[kilde mangler]
Af sikkerhedshensyn er sagens behandling flyttet til København. Der er afsat 35 retsdage til sagen, og dommen ventes først 23. november.

## 2008
Østre Landsrets dom blev indanket for Højesteret, der den 10. april 2008 skærpede de afsagte domme med 1 år, således at to af gerningsmændende – Mohammad Zaher og Ahmad Khaldhahi – blev idømt 12 års fængsel og Abdalla Andersen blev idømt fængsel i 5 år. Udvisningen af Ahmad Khaldhahi blev stadfæstet.
De tre er dømt for at planlægge et terrorangreb et sted i Danmark. Mændene havde blandt andet indkøbt gødning og andre ting, der kan bruges til fremstilling af sprængstof. 
Ved Højesterets dom blev endvidere lagt til grund, at Politiets Efterretningstjenestes (PET) brug af civilagenten var lovlig, og at forsvarerne havde fået tilstrækkelig aktindsigt vedrørende brug af agenten.